# Скифское побратимство

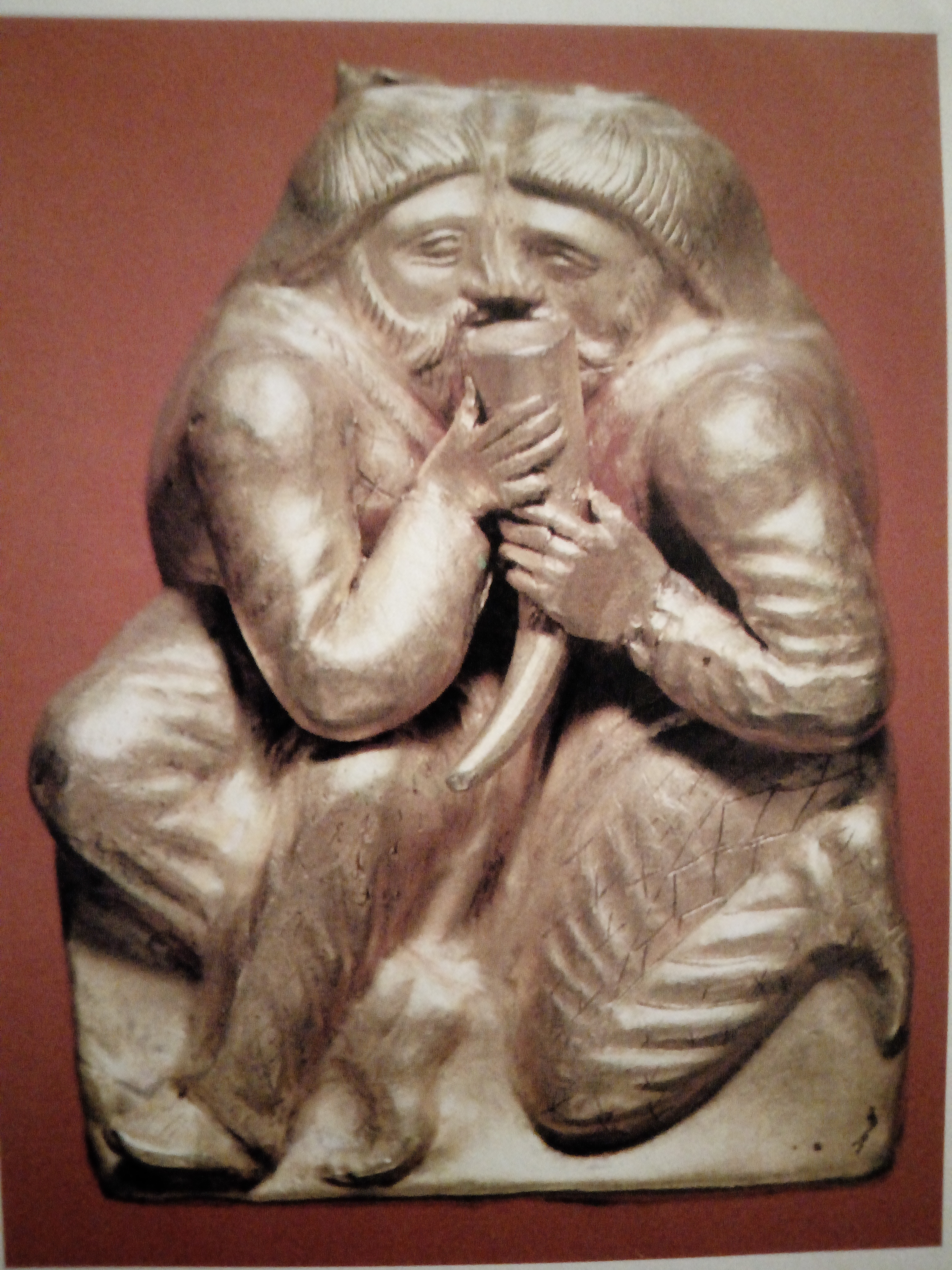
Золотая бляшка с изображением обряда побратимства из кургана Куль-Оба

Скифское побратимство — древний обычай, скреплявший дружбу между воинами скифского общества. Этот ритуал был важной частью воинской культуры скифов и рассматривался как священный союз, основанный на верности, чести и готовности к самопожертвованию.

## Ритуал побратимства
О скифском обряде побратимства впервые упоминает Геродот. По его свидетельству, дружба у скифов имела священное значение. Когда один скиф встречал другого, отличавшегося отвагой и доблестью, он стремился стать его побратимом. Для этого проводился особый ритуал.
В ходе обряда в большую глиняную чашу наливали вино. Затем оба участника ритуала делали на теле небольшой укол шилом или надрез, смешивая свою кровь с вином. В чашу с кровью и вином опускались оружия: меч, стрелы, секира и метательное копьё. После этого скифы, держа в руках обнажённые мечи, соединяли руки, произносили молитву и одновременно пили из чаши, клянясь в верности друг другу. С этого момента они становились ближе родных братьев.
По обычаям скифов, один человек не мог иметь более трёх побратимов. Если кто-то имел больше трёх, это считалось проявлением легкомыслия: такого человека сравнивали с распутной женщиной.

## Легенды

### Легенда о Дандамисе и Амизоке
Греческий писатель Лукиан, ссылаясь на рассказ скифа Токсариса, описал легенду о Дандамисе и Амизоке. На четвёртый день после обряда побратимства, на лагерь скифов у реки Танаис (Дон), где находился Амизок, напали сарматы. Они разорили лагерь и захватили Амизока в плен.

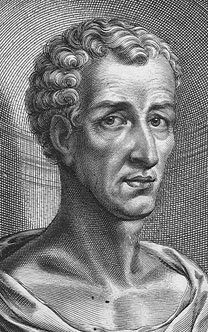
Лукиан

Узнав о случившемся, Дандамис отправился к сарматам, заявив, что готов заплатить выкуп. Его привели к царю, который спросил, что тот может отдать за освобождение побратима. Дандамис ответил, что у него нет ничего, кроме собственной жизни, и он готов её отдать. Сарматский царь, рассмеявшись, сказал, что его жизнь ему не нужна, но если он готов лишиться глаз ради друга — пусть выполнит это условие. Дандамис согласился, и был ослеплён. В знак благодарности, Амизок ослепил и себя.
Глядя на уходящих побратимов, царь сказал:  «Таких людей, как Дандамис, можно взять в плен лишь внезапным нападением, но каков будет исход битвы с ними?» — и отступил.

### Легенда о дочери царя
Один бедный скиф сватался к дочери босфорского царя. В то время как другие женихи хвастались богатствами, он заявил, что у него нет ни стад, ни повозок, но есть два верных побратима. Его высмеяли, и царевну выдали за богатого человека с золотыми чашами и большим скотом.
Разочарованный скиф сказал: «Скот, ненужные чаши и тяжёлые возы поставили они выше добрых людей».
Побратимы решили помочь другу: они похитили царевну, а её жениха и отца убили.

### Легенда о горящем доме
Однажды скиф оказался в доме, где находились его раненый побратим, жена и ребёнок. Внезапно начался пожар. Скиф, не задумываясь, бросился спасать побратима, забыв о семье. Жена с трудом спаслась, а ребёнок погиб.
После этого скиф, не выражая огорчения, сказал: «Дети у меня ещё будут. А такого побратима я, может быть, больше никогда не встречу».